# Rajko Lekić
Rajko Lekić est un footballeur danois d'origine serbe, né le 3 juillet 1981 à Copenhague. Il évolue au poste d'attaquant.